# Liojoppa occidentalis
Liojoppa occidentalis là một loài tò vò trong họ Ichneumonidae.